# Карло Феча ди Коссато
Карло Феча ди Коссато (итал. Carlo Fecia di Cossato; 25 сентября 1908, Рим, Италия — 27 августа 1944, Неаполь, Италия) — итальянский офицер-подводник. Кавалер Рыцарского креста Железного креста. Второй по результативности итальянский подводник после Джанфранко Приароджа. Потопил 23 судов, в том числе 16 судов (86050 брт) антигитлеровской коалиции командуя подводной лодкой «Энрико Таццоли», а после Перемирия — ещё семь судов, уже немецких, командуя торпедным катером «Ализео».

## Биография
Выходец из знатной римской семьи, сын капитана 1-го ранга. Окончил Военно-морскую академию в Ливорно (1928). В 1928 году поступил на службу суб-лейтенантом в Военно-морской флот Италии, в 1929 году служил на крейсере-скауте «Либия», прибыл на нём в Пекин. В 1933 году, в чине лейтенанта, назначен на лёгкий крейсер «Бари», бывший немецкий «Пиллау», базировавшийся в Массаве во время Второй итало-эфиопской войны. Во время гражданской войны в Испании участвовал в двух спецоперациях подводных лодок. После окончания училища подводного флота в 1939 году он был назначен командиром подводной лодки «Энрико Таццоли». С сентября 1943 года участвовал в Битве за Атлантику, его лодка базировалась на BETASOM, Бордо.
После перемирия, уже на стороне антигитлеровской коалиции, в качестве командира торпедного катера «Ализео» пустил на дно 7 немецких катеров и вооруженных барж. За нарушение субординации попал в тюрьму, но вскоре выпустили, отправив в принудительный трёхмесячный отпуск. Так как его семья находилась во всё ещё охваченной войной Северной Италии, то ди Коссато проводил отпуск в Неаполе, в доме своего друга. Видя вокруг крушение своих идеалов, считая перемирие позорным, непрестанно думая о своей команде, погибшей вместе с «Энрико Таццоли», и желая разделить её участь, ди Коссато застрелился 27 августа 1944 года.

## Награды
- Медаль «За воинскую доблесть» (Италия) — был награжден пятью медалями: 2 бронзовых, 2 серебряных, 1 золотая.
- Крест За воинскую доблесть (Италия)
- Железный крест (нацистская Германия)
  - II-го класса. (30 июня 1941)
  - I-го класса. (декабрь 1941)
- Рыцарский крест Железного креста (нацистская Германия) (19 марта 1943)
- Орден Заслуг германского орла 4-го класса с мечами (нацистская Германия)